# 南京站
南京站，又称南京火车站，位於南京市玄武区龙蟠路，於1968年10月啟用，为中国铁路上海局集团有限公司直属的一个一等客运站。南京站佔地总面积120万平方米，設有16股道，建有客运站台8座，长500米和450米两种，拥有南站房和北站房。經過铁路包括沪宁城际铁路、京沪铁路及宁铜铁路。
目前南京站每天的始发列车有70多趟，大部分为在沪宁高速铁路上发往上海和上海虹桥的沪宁高速动车组列车。而每天中途停靠南京站的列车约160趟。

## 歷史

### 第一代站房

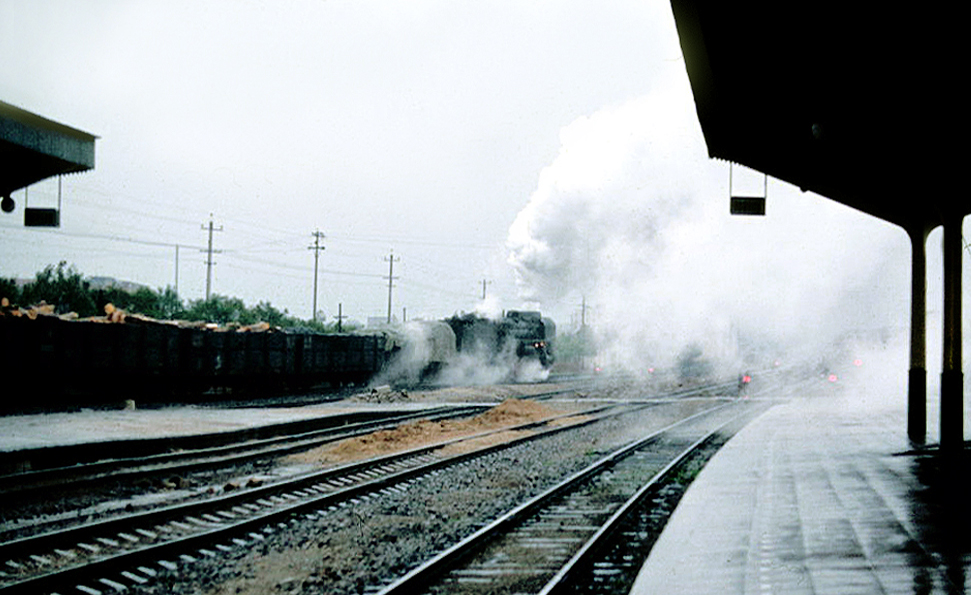
南京站站场（1978年）

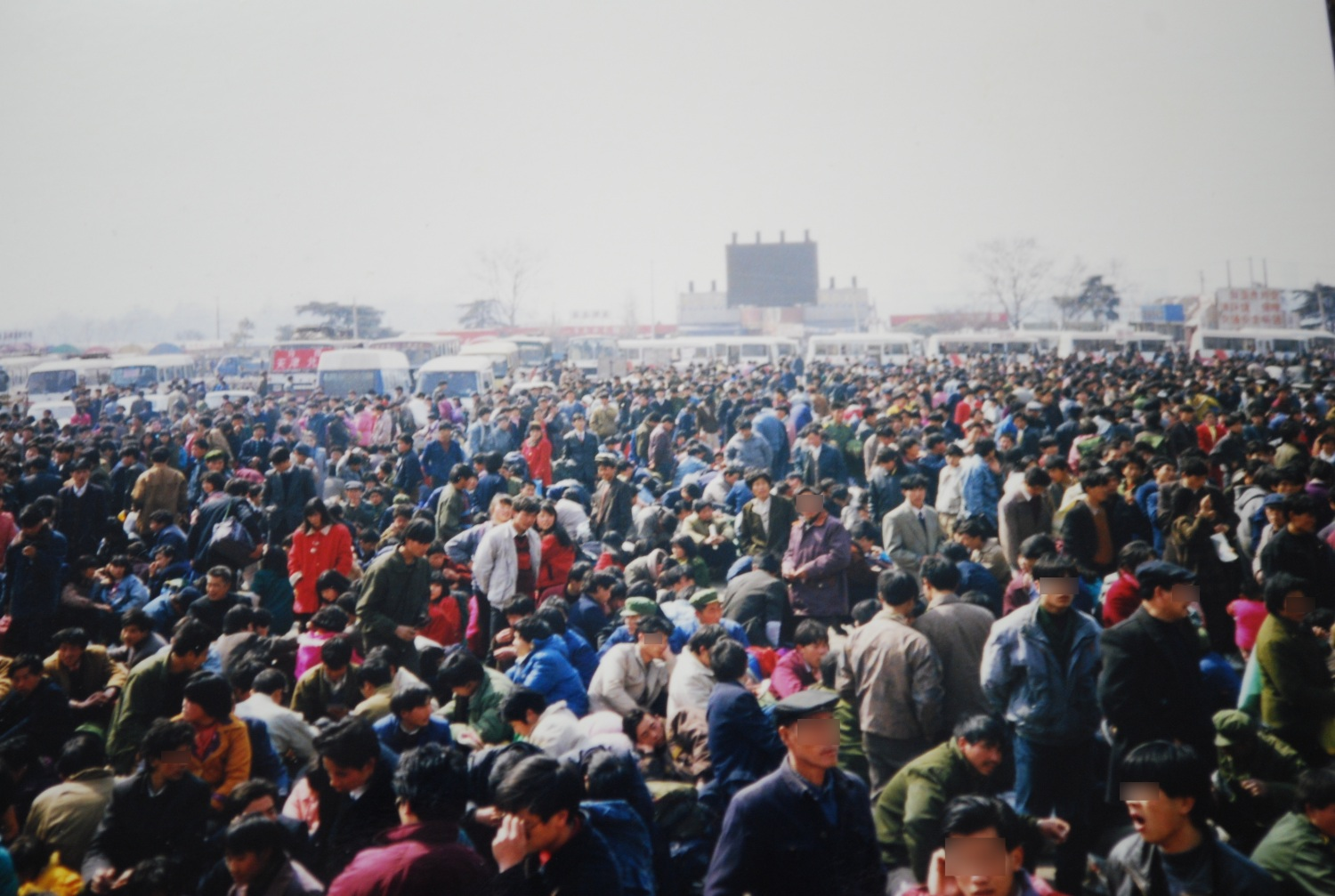
人群聚集于南京站站前广场，1994年

南京站的前身为沪宁铁路四等车站和平门站，建于1907年:53。
1960年代，南京长江大桥开始建设，原来在长江两边、连接津浦铁路和沪宁铁路的浦口站（今南京北站）、原南京站（今南京西站）因无法直接连接大桥，所以南京计划将原和平门车站扩建为南京火车站。1964年提出了初步设计，要与大桥相匹配，并以紫金山和玄武湖作映衬，车站讲究气派。但1960年代末中国受到文化大革命影响财政紧缺，1967年临时变更方案，尽量简化设计。1968年10月1日，新南京站与南京长江大桥同时开通启用:219。
1968年建成的南京车站，相对下关车站而言较新，故又被市民称为“新车站”。南京车站的站房较为规整，为方形建筑，面积4822平方米。普通候车室位于中部，面积2208平方米，内有吊扇供夏季降温。售票处在普通候车室西侧，面积444平方米。此外还设有母婴候车室、行包仓库等设施。站场设有10条股道，其中旅客到发线5条，设有3个站台：包含一个侧式站台和两个岛式站台。站台间设有2座地道连接。由于站房规划偏小，1969年即扩建了行李房，1970年代初又在普通候车室东侧新建贵宾候车室，使得站房面积曾价值6800平方米:219。1978年车站延伸站台到发线长度。1993年车站因新建客运综合楼拆除原行李房:220。

### 重建新站房
1999年11月12日凌晨1时10分，南京站候车室茶座区由于电线老化短路起火，火势迅速蔓延至整个候车室，南京市消防部门出动了30辆消防车进行救援，大火于2时15分被扑灭。大火导致南京站候车室被烧毁，1841平方米的房顶坍塌，候车室二楼的一名茶社管理员（60岁老年男性）窒息死亡。虽然后来又在站前广场，使用阻燃彩钢材料搭建了两座圆拱形的设有卫生间、俗称“蒙古包”的临时候车室，但由于南京站客流相当高，因此狭窄的临时候车室仍难以满足需求。2002年6月，臨時候車室才被搬遷到車站西側200米外的南京铁道大厦中，其中候车室在一楼、售票厅在二楼、预留候车室在三至五楼，由于该建筑并非专用的铁路客运站房，所以设施不很完备，空间比较狭小。
2000年10月13日，时任铁道部副部长刘志军宣布南京火车站新站房建设正式提上日程。 2002年6月18日，南京火車站改建工程动工，由铁道部、江苏省、南京市三方共同投资在原址改建，新站房改建工程总投资额达3.5亿元人民币，也是在南京举办的第十屆全國運動會的重点工程项目。2005年春运期间，不少南京市民对南京站站房重建工程历经5年之久却仍未完成感到不满。
2005年3月17日零时起，南京站站场改造工程展开，由8股道增建為10股道，站台也由3座增建為4座，所有站台改建成高站台，并新建面积5万平方米无柱雨棚，和2座天桥和1条地道。同时南京站部分运输工作向南京西站和中华门站分流。
2005年8月12日，南京地铁1号线南京站开通试运营。9月1日，改建後的南京站开始進行为期20天的試營運，候車大廳和站前廣場通過了驗收。同年9月21日正式营运，49趟原在南京西站、中华门站到發的列車改在南京站始发。

### 新建北站房

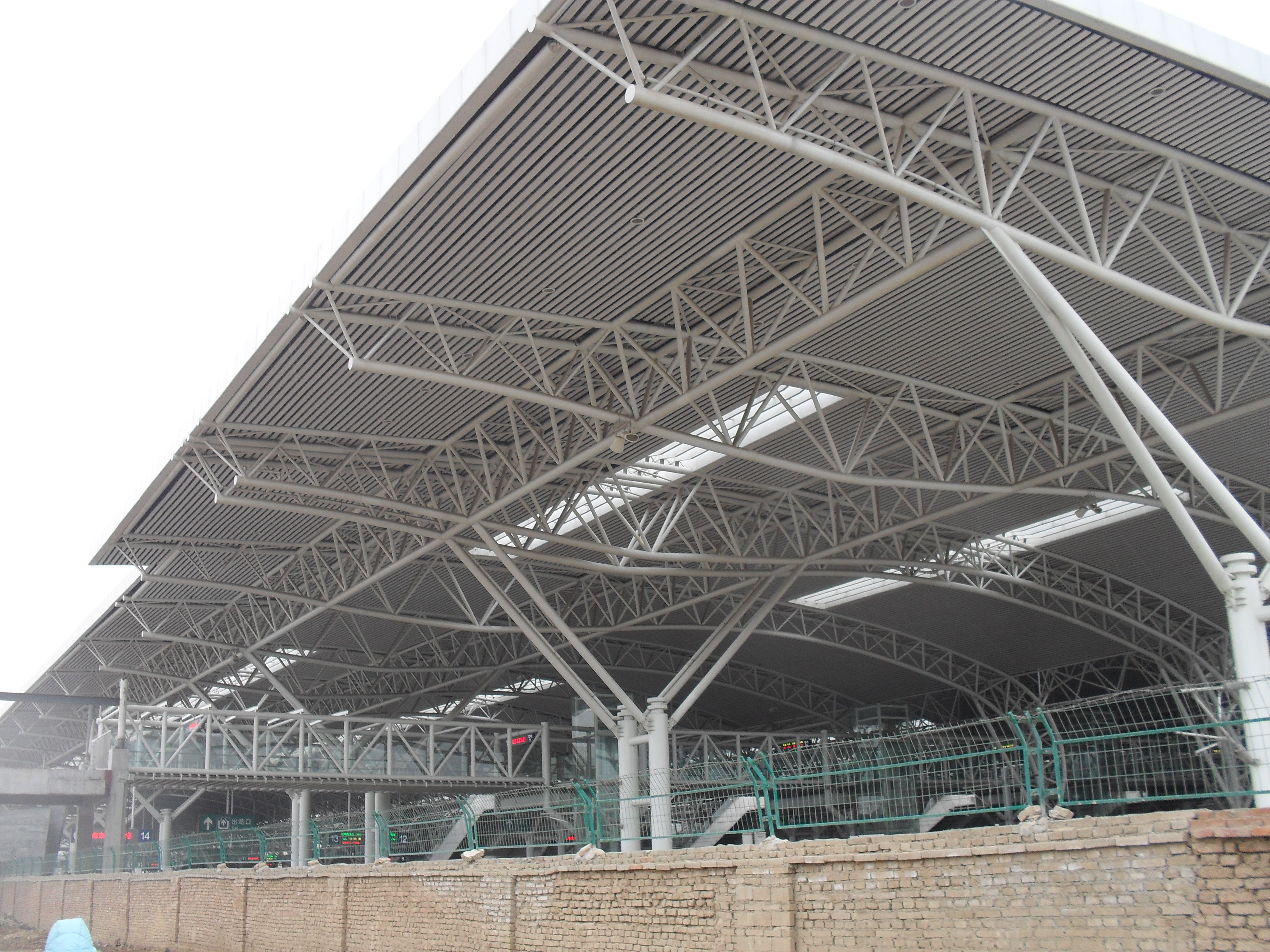
建设北站房前的城际场雨棚（2011年）

2009年底，南京站开始进行北扩工程，作为沪宁城际铁路始发站使用。2010年7月1日随沪宁城际高铁开通而投入使用。南京站城际场共新建线路6条，站台4座，现有线路1条增加停靠站台，与城际站台合用。完成后，南京站共有站台8座，到发线14条，其中普速场8条，城际场6条。
2010年11月，南京站北广场工程开工，预计2014年青奥会前投入使用。2014年8月8日，南京站北站房正式启用。
2019年开始，玄武湖周边地区综管办综合处开始对南京站南广场进行翻修工程，翻修工程包括景观改造、交通流线优化、导引标识系统更新等项目，于2020年11月完工。
2022年11月13日22时08分，南京站候车室顶棚站名牌的“南”字起火；同日22时30分，明火被扑灭。期间，铁路运输未受影响。

## 车站構造

### 站房
南京站共有南北两个站房，建筑面积为62000平方米（其中南站房42000平米，北站房20000平米），均为采用线侧平式。南京站南北广场原本是不互通的，2016年5月30日9时，南京站世紀東路跨線橋建成并試運行，这意味着南京站南北廣場实现了互通，而徹底解決南北廣場不通的200米地下通道工程正在推進中。
目前南京站所有检票口在列车开车前5分钟停止检票。广播方面，南京站使用的广播提示音与日本东武铁道东上本线常盘台站、和光市站、川越站等车站的发车提示音相同，同样使用这一提示音的还有CRH2系动车组（包括CRH380A）出站后的报站广播。

#### 南广场
南京站南站房由AREP设计，面向玄武湖，以帆船为设计意向。南站房宽270米，南北进深53.5米，面积4万平方米，外立面为桅杆斜拉索悬挂结构：使用18根桅杆支撑起横向钢梁。进站大厅位于一楼和二楼。一楼设有售票处和1F进站口：售票处面积1155平方米，设有32个售票窗口和8各应急窗口；进站口东侧为软席候车室及贵宾候车室，是部分直达特快列车、既有线动车组、列车和持有软席票旅客的候车、检票场地。二楼设有自助售票处和2F进站口：大部分列车需由2F进站口进站，进站时设有实名验证处和安检处，旅客在此需出示车票和身份证件并接受安检。2F进站口与6个候车室联通，并设有各类快餐店和便利店。
车站设有6个候车室。1号、3号、5号候车室在候车大厅东侧，其中1号和5号一般为下行方向列车候车室。3号为母婴、军人候车室和“158候车室”（残障人士专用候车室），母婴候车室面积10平方米左右，内设有一个儿童乐园。2号、4号、6号候车室在候车大厅西侧，一般为上行方向列车候车室。其中，2、4候车室为沪宁城际动车组列车和宁通动车组列车专用。其中4号候车室设有12台自动检票闸机，为乘坐尾号为1、5、9的沪宁城际列车乘客候车；2号候车室设有8台自动检票闸机，为乘坐尾号为3、7的沪宁城际列车乘客候车。
- 南京站军人、母婴候车室
- 南站房西侧
- 第四候车室
- 第五候车室

#### 北广场
南京站北站房宽184米、进深32.2米。进站口位于一层，朝向北面，靠近小红山汽车客运站。
北站房以沪宁城际高铁旅客为主，兼顾普速，因此结构比南站房简单。北站房共有两层，一层设有A1票口，为14站台始发的沪宁城际铁路列车检票；二楼候车室东部设有B2检票口，为普速旅客候车区域，检票后连接东进站天桥；西部为A2检票口，为沪宁城际高速铁路候车区域，检票后连接西进站天桥。而靠近A2、B2检票口附近的区域各设有一个阁楼，提供餐饮服务。
- 北站房取票厅，仅提供网络取票业务
- 北站房概览
- 北站房二层候车室
- A2检票口，主要为G、D字头列车检票

### 站线布置
南京站现设8站台16线，包括6个岛式站台和2个侧式站台，分别属于普速场和城际场。
南京站普速场位于站场南侧，共有10条股道，有京沪铁路上下行正线经过，另有1条机走线和7条客车到发线，其有效长度无法停靠货车。普速场站台长550米：1站台为宽12米基本站台，2、3号站台和4、5号站台宽11.25米，5、6号站台宽12米。普速场上行咽喉为南京长江大桥引桥，并引出复线至南京西站，同时宁启铁路和宁西铁路南京至合肥段于江北分别接入林场站和永宁镇站；下行咽喉至南京东站区间为三线铁路，分别为京沪下行线、京沪三线和京沪上行线，宁芜铁路列车于京沪三线过兴卫村站后经南京东站客场（又称尧客）引出。
北侧的6条股道供沪宁城际铁路列车使用，均为到发线，设有1座基本站台和2座中间站台，均长450米、宽12米。其东咽喉介入沪宁城际铁路正线，西咽喉引出动车走行线，接入南京动车段南京动车运用所。
南京站站台被无站台柱雨棚覆盖，其中1-7站台雨棚长500米，覆盖面积47560平方米，最高离地面21米；8-14站台雨棚长450米。南京站南北站房和站场通过两座天桥和三座地道连接。天桥主要为进站旅客使用，分为东、西两座，宽度均为8米。其中东天桥主要为普速列车旅客进站通道，西天桥则为城际列车旅客进站；出站地道长110米、高3米，行包地道长110米、宽5.25米、高3.1米，而邮包地道长110米、宽5.25 米、高3.1米。
| 西↑  | 北站房 |                                           |  |
|      | 侧式   |                                           |  |
|      | 14     | 城际场 到发线                             |  |
|      | 13     | 城际场 到发线                             |  |
|      | 岛式   |                                           |  |
|      | 12     | 城际场 到发线                             |  |
|      | 11     | 城际场 到发线                             |  |
|      | 岛式   |                                           |  |
|      | 10     | 城际场 到发线                             |  |
|      | 9      | 城际场 到发线                             |  |
|      | 岛式   |                                           |  |
| 10道 | 8      | 普速场 到发线                             |  |
| 9道  | 7      | 普速场 到发线                             |  |
|      | 岛式   |                                           |  |
| 8道  | 6      | 普速场 到发线                             |  |
| Ⅶ道  |        | （林场站）京沪铁路下行正线（兴卫村站）    |  |
| 6道  | 5      | 普速场 到发线                             |  |
|      | 岛式   |                                           |  |
| Ⅴ道  | 4      | 普速场 机走线/京沪三线（兴卫村站）        |  |
| 4道  | 3      | 普速场 到发线                             |  |
|      | 岛式   |                                           |  |
| 3道  | 2      | 普速场 到发线                             |  |
| Ⅱ道  |        | 普速场 （林场站）京沪铁路上行正线（尧客） |  |
| 1道  | 1      | 普速场 （南京西站） 到发线                |  |
|      | 侧式   |                                           |  |
| 南↓  | 南站房 |                                           |  |

## 运营状况
南京站站主要办理各方向普速客车到发、旅客乘降、行包装卸、列检和换挂机车等技术作业以及货物列车不停站通过作业；城际场办理沪宁城际客车始发终到及出入段作业。
截至2025年1月运行图，南京站日接发140对旅客列车，并以上海方向为主。在春运，节假日期间还会加开前往阜阳、徐州、河南方向的临时旅客列车。

### 始发列车
本站部分始发普速列车（含CR200J）于南京西站旁的南京西客整所整备。
本站始发动车组列车目的地以沪宁城际铁路、宁启铁路和连镇客运专线方向为主，车底于南京动车段南京动车运用所整备。其中沪宁城际铁路方向开行高密度发车的沪宁高速动车组列车，分为两种：一种是整点（或接近于整点）于发车的大站停列车，基本仅停靠常州站、无锡站和苏州站，车次号段为G7001至G7030，全程运行时间99分钟；其次是在每个小时中紧凑发车的普通停站列车，中途停靠6、7个车站，全程运行时间2小时左右。另沪宁城际铁路开行少量跨线沪昆高速铁路的长途列车。
本站往宁启铁路方向的动车组列车主要目的地为南通站、启东站，和经沪苏通铁路跨线往上海方向。大部分列车均为C字头列车，部分列车由CR200J担当。
| 列车所属路局 | 车次 | 目的地   |
| ------------ | --- | -------- |
| 动车组列车   | |          |
| 上海局集团   | 经沪宁高铁：大站停站车：G7001、G7003、G7005、G7007、G7009、 G7011、G7013、G7015、G7017、G7019、 G7021、G7023、G7025、G7027、G7029、 普通停站车：G7031、G7035（逢周五、日停运）、G7037、G7039 G7041、G7047（逢周五、日停运）、G7053、G7055、 G7059、G7061、G7063、G7065 G7097、G7099（非每日开） 经宁启线、沪苏通线：C3854、C3858、C3862、C3866、C3870 | 上海     |
| 上海局集团   | 经沪宁高铁：G7101、G7105、G7107、G7109、G7111、G7115、G7117、G7119、G7121、G7123、G7125、G7127、G7161 经宁启线、沪苏通线：C3774、C3778 | 上海虹桥 |
| 上海局集团   | G8383、C3107、C3111、C3119、C3177 | 徐州东   |
| 上海局集团   | C3764、C3784、C3788 | 南通     |
| 上海局集团   | C3103 | 赣榆     |
| 上海局集团   | C3123、C3127、C3131、C3135 | 连云港   |
| 上海局集团   | C3157、C3165、C3169、C3181、C3189 | 盐城     |
| 上海局集团   | D2867 | 青岛     |
| 上海局集团   | D3141 | 龙岩     |
| 上海局集团   | C436、C424、C418、C440、C432 | 启东     |
| 普速始发列车 | |          |
| 哈爾濱局集团 | Z366 | 哈爾濱西 |
| 廣州局集团   | T151 | 廣州     |
| 南昌局集团   | K525 | 福州     |
| 南宁局集团   | K1191 | 湛江     |
| 上海局集团   | T7776 | 盐城     |
| 上海局集团   | K527 | 广州白云 |
| 上海局集团   | K8392 | 如东     |

### 过路列车目的地
南京站是京沪铁路的重要枢纽，亦连接宁芜铁路、宁启铁路等线路，因此部分列车需在本站换司机，跨线列车则需办理换挂、换向等技术作业。本站下行方向为京沪铁路的沪宁段，可通达上海站，并进一步接入沪昆铁路，每日共有约60对客车；其中大部分长途普速列车（约30余对）为来自全国各地、开往上海站的进沪列车。
本站曾有南京西至南京东的路用通勤列车停靠，2023年4月1日停运。
| 列车所属路局   | 目的地                                                                                     |
| -------------- | ------------------------------------------------------------------------------------------ |
| 北京局集团     | 北京、石家庄、上海、杭州                                                                   |
| 成都局集团     | 成都西、上海、昆山、重庆西                                                                 |
| 广州局集团     | 深圳、蘇州                                                                                 |
| 哈尔滨局集团   | 哈尔滨西、杭州、佳木斯、齐齐哈尔、上海、温州                                               |
| 呼和浩特局集团 | 包头、杭州、呼和浩特、上海                                                                 |
| 济南局集团     | 济南、金华、聊城、宁波                                                                     |
| 兰州局集团     | 兰州、崑山、上海、银川                                                                     |
| 南昌局集团     | 南昌、萍鄉、崑山、苏州、北京、福州                                                         |
| 南宁局集团     | 南宁、上海                                                                                 |
| 青藏集团       | 上海、西宁、拉萨                                                                           |
| 上海局集团     | 平頂山、北京、阜阳、杭州、徐州、福州、昆明、兰州、连云港东、南通、漯河、南宁、上海、青島北 |
| 沈阳局集团     | 长春、通遼、宁波、上海、沈阳北、吉林、温州、大連                                           |
| 太原局集团     | 临汾、苏州、上海、太原、大同                                                               |
| 乌鲁木齐局集团 | 上海、乌鲁木齐                                                                             |
| 武汉局集团     | 上海、平頂山、周口                                                                         |
| 西安局集团     | 杭州、上海、苏州（淡季停運）、西安、延安、榆林（淡季停運）                                 |
| 郑州局集团     | 安阳、洛阳、上海、昆山、新鄉、郑州                                                         |

## 接驳交通

### 地铁
南京站（又称地铁南京站，前称南京站站）是南京地铁1号线和3号线的换乘车站。1号线站台位於南京火車站站房地下，总建筑面积为12930平方米，于2005年8月12日啟用。2014年6月28日，1号线北站厅重新开放，与南京火车站北广场、小红山客运站对接。3号线站台位于南京火车站北广场地下，总建筑面积为47280平方米，设有7个出入口，通向南京火车站北广场、黄家圩等方向。3号线站厅与1号线北站厅之间通过换乘通道进行换乘。

### 公交
南京公交
| 南京站·北广场西 | 南京站·北广场西              | 南京站·北广场西 | 南京站·北广场西 | 南京站·北广场西  |
| 编号            | 路线                         | 路线            | 路线            | 备注             |
| --------------- | ---------------------------- | --------------- | --------------- | ---------------- |
| B1接驳线        | 南京站·南广场西              | ⇆               | 南京站·北广场西 |                  |
| D51             | 雨山路地铁站南               | ⇆               | 南京站·北广场西 | 原 510（第一代） |
| 64敬老线        | 南京开发区（中北驾校贝奇尔） | ⇆               | 南京站·北广场西 |                  |
| 105             | 燕江新城总站                 | ⇆               | 南京站·北广场西 |                  |
| 538             | 鼎泰家园西门                 | ⇆               | 南京站·北广场西 | 原 556           |

| 南京站·北广场东 | 南京站·北广场东    | 南京站·北广场东 | 南京站·北广场东    | 南京站·北广场东                     |
| 编号            | 路线               | 路线            | 路线               | 备注                                |
| --------------- | ------------------ | --------------- | ------------------ | ----------------------------------- |
| B26             | 中大医院湖南路门诊 | ↻               | 中大医院湖南路门诊 | 内圈单循环流水发车 仅周一至周六服务 |
| D21             | 花园公交总站       | ⇆               | 南京站·北广场东    | 原 207西段（第一代）                |
| Y17             | 汇景西路           | →               | 东宝路总站         | 原 817（第一代）                    |
| Y17             | 汇康路             | ←               | 东宝路总站         | 原 817（第一代）                    |
| 36              | 杨庄               | ⇆               | 新模范马路东       |                                     |
| 141             | 西花岗             | ⇆               | 南京站·北广场东    |                                     |
| 206             | 栖霞山总站         | ⇆               | 南京站·北广场东    | 原 南栖线                           |
| 315             | 南京站·北广场东    | →               | 南湾营南           | 合并原 203（第一代）                |
| 315             | 南京站·北广场东    | ←               | 马高路西           | 合并原 203（第一代）                |
| 315区间         | 明孝陵停车场       | ⇆               | 南京站·北广场东    | 仅节假日服务                        |

| 南京站·南广场西 | 南京站·南广场西 | 南京站·南广场西 | 南京站·南广场西 | 南京站·南广场西                          |
| 编号            | 路线            | 路线            | 路线            | 备注                                     |
| --------------- | --------------- | --------------- | --------------- | ---------------------------------------- |
| B1接驳线        | 南京站·南广场西 | ⇆               | 南京站·北广场西 |                                          |
| D3              | 葛塘公交总站    | ⇆               | 南京站·南广场西 | 原 盐葛线                                |
| Y1              | 南堡公园        | →               | 夫子庙          | 1 夜班；原 801（第一代）                 |
| Y1              | 南堡公园        | ←               | 建康路·夫子庙   | 1 夜班；原 801（第一代）                 |
| Y13             | 南湖            | ⇆               | 南京站·南广场西 | 经新模范马路东 13 夜班；原 813（第一代） |
| Y23             | 尧化门总站      | ⇆               | 南京站·南广场东 | 原 823（第一代）                         |
| Y26             | 葛塘公交总站    | ⇆               | 南京站·南广场西 | D3 夜班；原 826（第一代）                |
| 13              | 南湖            | →               | 南京站·南广场西 | 经新门口（南京长江医院）                 |
| 13              | 南湖            | ←               | 龙蟠路·南京站西 | 经新门口（南京长江医院）                 |
| 33              | 雨花台南大门    | ⇆               | 南京站·南广场西 |                                          |
| 45              | 宁工新寓        | ⇆               | 月苑南路        |                                          |
| 56              | 奥体新城        | ⇆               | 南京站·南广场西 |                                          |
| 66              | 龙江新城市广场  | →               | 万寿南          |                                          |
| 66              | 龙江新城市广场  | ←               | 万寿停车场      |                                          |
| 555敬老线       | 天润城总站      | ⇆               | 南京站·北广场西 | 原 136区间                               |
| 558             | 大新华府总站    | ⇆               | 南京站·南广场西 | 原 157区间                               |

| 南京站·南广场东 | 南京站·南广场东              | 南京站·南广场东       | 南京站·南广场东       | 南京站·南广场东                    |
| 编号            | 路线                         | 路线                  | 路线                  | 备注                               |
| --------------- | ---------------------------- | --------------------- | --------------------- | ---------------------------------- |
| B17祭扫专线     | 雨花台南大门                 | ⇆                     | 岱山公墓              | 仅清明节前的双休日及清明节期间运行 |
| B22祭扫专线     | 尧化门总站                   | ⇆                     | 南象山公墓            | 仅清明节前的双休日及清明节期间运行 |
| Y8              | 南京南站                     | ⇆                     | 南京站·南广场东       | 原 808（第一代）                   |
| Y9              | 已于2025年1月11日停办        | 已于2025年1月11日停办 | 已于2025年1月11日停办 | 已于2025年1月11日停办              |
| Y11             | 宁工新寓                     | ⇆                     | 燕江新城总站          | 11 夜班 原 811（第一代）           |
| Y34             | 经天路地铁站南               | →                     | 南京站·南广场东       |                                    |
| Y34             | 经天路地铁站西               | ←                     | 南京站·南广场东       |                                    |
| 17和谐线        | 紫金明珠                     | ⇆                     | 南京站·南广场东       |                                    |
| 59              | 杨庄                         | ⇆                     | 南京站·南广场东       |                                    |
| 71              | 南京开发区（中北驾校贝奇尔） | ⇆                     | 南京站·南广场东       |                                    |
| 97              | 灵山北路总站                 | ⇆                     | 南京站·南广场东       |                                    |
| 190             | 南京南站                     | ⇆                     | 南京站·南广场东       | 原 南广线                          |
| 309             | 天旺路                       | ⇆                     | 南京站·南广场东       |                                    |
| T10定制公交     | 南京站·南广场东              | ⇆                     | 牛首山风景区西        | 仅节假日开行                       |
| T11定制公交     | 南京站·南广场东              | ⇆                     | 金陵小城              | 仅节假日开行                       |

机场巴士
| 南京火车站    | 南京火车站 | 南京火车站 | 南京火车站           | 南京火车站         |
| 编号          | 路线       | 路线       | 路线                 | 备注               |
| ------------- | ---------- | ---------- | -------------------- | ------------------ |
| 机场巴士1号线 | 南京火车站 | →          | 禄口机场（T2航站楼） | 定时班车（仅下行） |
| 机场巴士1号线 | 南京火车站 | ←          | 禄口机场（T1航站楼)  | 定时班车（仅下行） |

### 长途巴士
南京汽车客运站别名小红山站，位于南京站北广场附近。车站发车方向有徐州、扬州、泰州等江苏省内各城市（地区）以及省外城市。

## 下辖车站
南京站是中国铁路上海局集团有限公司的直属站段之一，于2004年年底由原南京站、南京西站合并而成:299。2006年3月21日起原南京北站建制划归南京直属站管理:307，2011年3月28日改由南京东直属站管辖:245。南京直属站管辖京沪铁路、仙宁铁路、沪汉蓉客运专线、南京客（货）线、沪宁城际高铁、京沪高铁、宁安客运专线南京境内的客运车站以及宁杭高铁江苏省内的车站。原南京直属站还曾经管辖宝华山站，2011年10月22日移交给重新成立的镇江直属站管辖。
2023年9月28日通车运营的沪宁沿江高速铁路句容站由南京直属站管辖。
目前南京直属站管辖以下车站:223：
- 主要车站：南京站、南京西站、南京南站
- 宁杭高速铁路（中间站）：江宁站、句容西站、溧水站、瓦屋山站、溧阳站、宜兴站
- 沪汉蓉客运专线（中间站）：仙林站、紫金山东站、浦口站
- 宁安客运专线（中间站）：江宁西站
- 沪宁沿江高速铁路（中间站）：句容站

## 车站周边
- 地铁南京站
- 玄武湖
- 南京邮政局
- 南京站卫生所

## 参看
- 地铁南京站
- 南京西站
- 南京南站
- 中华门站
- 沪宁铁路
- 沪宁城际高速铁路
- {{南京铁路枢纽}}